# دياب أبو جهجه
 دياب أبو جهجه  ولد في 24 حزيران من العام 1971 في حانين في لبنان، وهو ناشط سياسي عربي وكاتب نشط في أوروبا بين عامي 2001 و2007. وهو مؤسس وزعيم سابق لجامعة الدول العربية الأوروبية التي تمثل حركة قومية تدعم مصالح المهاجرين المسلمين في أوروبا. منذ ذلك الحين، ابتعد أبو جهجه عن سياسة الهوية وأصبح يعمل بإطار غير عرقي وعلماني ويساري.

## الحياة الشخصية
وُلد أبو جهجه ونشأ في جنوب لبنان في حانين بالقرب من الحدود اللبنانية الإسرائيلية. وحصل على وضع لاجئ في عام 1996 وأصبح مواطناً بلجيكياً من خلال الزواج من امرأة بلجيكية طلقها لاحقًا. وهو الآن متزوج من امرأة مسلمة بلجيكية وهي نبيلة بوجدين ذات الأصل المغربي التي كانت أيضًا مدرجة في القوائم الانتخابية لحزبه MDP في عام 2004. نبيلة بوجدين هي أخت سعيدة من كتاب صيدا الذي كتبه  صحفي دي ستاندارد توم دي نيجلز، وهي شريك في منظمة  Safe Have Aid التي أسسها دياب أبو جهجه وشقيقه. دياب حاصل على درجة الماجستير في العلوم السياسية من الجامعة الكاثوليكية في لوفان.
كتب أبو جهجه العديد من الكتب، من بينها سيرة ذاتية بعنوان «بين عالمين - جذور الكفاح من أجل الحرية» التي بيعت منها 7000 نسخة في بلجيكا وهولندا. كان أيضًا موضوع سيرتين سياسيتين، أحدهما كتبها محمد بن زكور والآخرى لمارون لبكي، وتم تناوله في كتاب تحليل سياسي كتبه الكاتب الشيوعي البلجيكي لودو دي ويت.

### الانتقال إلى بلجيكا
في عام 1991، غادر أبو جهجه لبنان وهو في سن التاسعة عشر: «أردت أن أذهب إلى الخارج مثل الكثير من الشباب اللبناني». درس أبو جهجه في الجامعة الكاثوليكية في لوفان، وحصل على درجة الماجستير في العلوم السياسية والعلاقات الدولية. بعد قيامه بعدة وظائف خلال فترة دراسته مثل أعمال المصانع والبناء، أصبح مدير شركة vzw Welkom، وهي هيئة العمالة المهاجرة في الاتحاد البلجيكي للمهن.

## الآراء السياسية
يعتبر أبو جهجه ديمقراطي اجتماعي ومسلم معتدل، على الرغم من كشفه لاحقًا أنه مسلم بالهوية وليس بالإيمان. ويعتبر معارضًا لفكرة الاستيعاب في المجتمع،  فهو يريد أن يعامل المهاجرون كمواطنين كاملين يمكنهم الحفاظ على ثقافتهم بدلاً من معاملتهم كضيوف. تمت مقارنته  بالناشط الأمريكي مالكوم إكس الذي كان مسلمًا معراضًا للاستيعاب والتكامل القائم على فكرة الانصهار الكامل. يرى دياب أن دمج الأرمن في لبنان هو النموذج المثالي، وصرح قائلاً «القوانين الأمريكية المتعلقة بالأعراق أكثر تقدمًا من تلك التي هنا. لدي أقارب في ديترويت وهم عرب أميركيون، لكنهم يشعرون بأنهم أميركيين. أنا لا أشعر بأنني أوروبي، فأوروبا بحاجة إلى جعل مفهوم المواطنة شاملاً لجميع الثقافات والأديان.»

### الجامعة العربية الأوروبية
في عام 2000، أسس أبو جهجه الجامعة العربية الأوروبية في أنتويرب وهي مدينة بها عدد كبير من السكان المسلمين. في انتخابات عام 2003، اشتركت الجامعة العربية الأوروبية مع حزب العمال الماركسي اللينيني في بلجيكا لتشكيل قائمة المقاومة الانتخابية والتي فشلت في الفوز بأي من المقاعد وتم حلها. في عام 2004، بدأ دياب حزب MDP، لكن هذا الحزب لم يحصل على أي مشاركين منتخبين. في أوائل عام 2006، أعلن أبو جهجه أنه لن يقود الجامعة العربية الأوروبية بعد الآن ولن يشغل أي منصب قيادي.

### صبرا وشاتيلا
في عام 2001، أسس أبو جهجه لجنة صبرا وشاتيلا التي رفعت دعوى ضد رئيس الوزراء الإسرائيلي السابق أرييل شارون لدوره المزعوم في مذبحة صبرا وشاتيلا التي ارتكبت في مخيمات اللاجئين خلال الحرب الإسرائيلية اللبنانية في عام 1982.
 

### أحداث 11 أيلول
قال أبو جهجه عن رد الفعل العربي على الهجمات الإرهابية التي وقعت في 11 أيلول عام 2001 بأن «شعر معظمنا في ذلك اليوم بشيء لا يمكن وصفه من الفرح أو بالسعادة والشعور بالانتقام الجميل. شعرنا جميعًا - باستثناء أقلية صغيرة - بأنه ما تفعله بالناس سيعود إليك» تابع قائلاً:«الآن وبعد مرور شهرين تقريبًا على الحادي عشر من سبتمبر، نرى الأمور واضحة وأكثر وضوحًا. إنه لأمر فظيع كيف يمكن للمجرمين أن يتسببوا في أعمالهم بالبؤس لكثير من الناس، وكيف يمكن للعنف أن يولد العنف والمزيد منه.»
 

### المواقف السلبية تجاه المثليين
في مقالته الخاصة في صحيفة De Standaard البلجيكية اليومية، صرح دياب قائلاً «نحن البلجيكيون ذوو الأصول العربية في أغلبنا ننظر سلبًا نحو المثليين جنسياً. هذا ليس لأننا مهاجرين، لكن لأننا الرجال لا نتقبل فكرة أن رجلاً آخر قد يرغب بنا جنسياً، وهذا الأمر لمعظم الرجال المثليين يعتبر كابوسًا يمكن أن يجعلهم عدوانيين».

### وسائل لتحقيق النهاية
يعتبر أبو جهجه الديمقراطية وسيلة قوية، والشريعة ستفرض بعد عملية ديمقراطية. في الواقع، كانت رسائله مختلطة تمامًا. اقترح جهجه في نقاش بثه التلفزيون أنه من المحتمل حدوث هجوم مماثل في هولندا. وقال «هذا منطقي. فأنت تخوض حربًا معنا ونحن نخوض حربًا معك.»

## أوجه الخلاف

### الاعتقال
تم اعتقال أبو جهجه واحتُجز لعدة أيام في عام 2002 بعد أن قام بتنظيم أعمال شغب ودعا إلى العنف. اندلعت أعمال الشغب في بورغروت في مقاطعة أنتويرب بعد أن رجل فلمنكي النار على جاره البلجيكي-المغربي البالغ من العمر 27 عامًا. بُرئ ذلك الرجل من جميع التهم الموجهة إليه في 21 تشرين الأول 2008. وقال ضابط شرطة كان يراقبه ليلة الشغب أنّ أبو جهجه بريء وأن الأدلة ضده كانت ملفقة. أثار اعتقاله مناقشات حادة هيمنت على السياسة البلجيكية لعدة أشهر، وحصل على الكثير من الدعم من المفكرين والأكاديميين البلجيكيين واعتبر سجينًا سياسيًا. وقعت 300 شخصية على عريضة تطالب الحكومة باتباع نهج أكثر اعتدالا في التعامل مع الجامعة العربية الأوروبية وقضية الهجرة والتمييز في البلاد. وأصبحت القضية مثالاً مشهوراً على شيطنة النشطاء السياسيين وانتهاك الفصل بين السلطات. ولا يزال يتم تدريس قضية أبو جهجه كحالة في بعض كليات الحقوق في بلجيكا وهولندا.

### ثيو فان غوخ
في هولندا، كان لأبو جهجه خلاف مع المخرج السينمائي الراحل ثيو فان غوخ الذي كان معروفًا بمعارضته للإسلام. أهان فان غوخ الذي كان من المفترض أن يكون وسيط النقاش بين دياب وبوريس ديتريش أبو جهجة من خلال وصفه له بقواد النبي أمام جمهور من 1000 شخص. خرج أبو جهجه من المسرح، ولم يعجب ما قام به غوخ حراسه الشخصيين الذين رأوا أن دور الوسيط يجب أن يكون حياديًا ولا يهين الضيوف، وأعلن خصمه في ذلك اليوم بوريس ديتريش تعاطفه مع موقفه وفزعه لسلوك فان غوخ.

### الحرب الإسرائيلية اللبنانية عام 2006
في شهر تموز من العام 2006، أعلن دياب أنه سيتوجه إلى لبنان للمساعدة بأي طريقة ممكنة في الدفاع عن بلاده ضد الهجوم الذي تشنه القوات الإسرائيلية. ورداً على ذلك، دعا زعيم فلامس بيلانغ فيليب ديوينتر الحكومة البلجيكية إلى إلغاء جنسية أبو جهجه.

### العودة إلى لبنان
منذ عام 2007، غادر أبو جهجه بلجيكا واستقر في لبنان، وركز على مسيرته المهنية في الإدارة كرئيس تنفيذي لشركة BPO في صيدا. أكد لاحقًا في عام 2009 على صفحته في فيسبوك أنه «سعيد بالخروج من هذا القرف الآن».
في عام 2009، دعا في فيسبوك وباللغة العربية على مدونته "la valise ou le cercueil" إلى «مقاومة المحتل والمستعمر باستمرار ودون تردد وبكل الوسائل اللازمة والمتاحة وبالنضال المسلح حتى طرده من أرضنا إلى الأبد وبدون قيد أو شرط.»
واصل أبو جهجه زيارة أوروبا بانتظام للتحدث في الاجتماعات والعروض الإعلامية، حتى تم اتهام التلفزيون البلجيكي الفلمنكي الرسمي  بالتعاطف معه والترويج له بعد أن أصبح معروفًا أن المحطة التلفزيونية دفعت تكاليف تذكرة الطائرة والفندق لحضور برنامج الحوارات البلجيكي الشهير Phara. ويعتبر دياب شخصية بارزة في قضايا الهجرة والعالم العربي. بعد الربيع العربي الذي دعمه بشدة، حصل  أبو جهجه على ائتمان فكري في الغرب كشخص دافع دائمًا عن الرأي القائل بأن الثورة أمر لا مفر منه في العالم العربي. في عام 2008، قامت مجموعة من الطلاب الفلمنكيين بتصوير مقابلة معه تحدث فيها بتفاصيل عن الثورة في مصر وأماكن أخرى توقع حدوثها في غضون 5 سنوات. تم عرض أجزاء من الفيديو لاحقًا على التلفزيون البلجيكي، وكتب ثلاثة طلاب شبان من أصل عربي في بلجيكا أن أبو جهجه والجامعة العربية الأوروبية كانا فرصة لبناء تفاهم أفضل بين المجتمعات، ولكن هذه الفرصة ضاعت. يجادل الكثيرون اليوم بأنه كان من الأسهل والأكثر إنتاجية إجراء حوار مع شخص مثل أبو جهجه بدلاً من الجماعات الدينية التي ظهرت بعد مغادرته أوروبا. وصرح بهذا الرأي كثير من الناس بمن فيهم خصوم سابقون  مثل رئيس الوزراء السابق فيرهوفشتات الرجل الذي أصدر مذكرة القبض عليه.

### الجانب الثقافي
خلال عام 2002، كان أبو جهجه هو الاسم الأكثر ذكرًا في وسائل الإعلام البلجيكية متجاوزًا مرجع رئيس الوزراء والملك. أصبح اسمه مألوفاً في بلجيكا وهولندا، وقد انعكس ذلك في مئات الرسوم الكاريكاتورية والساخرة. وقام بدوره الكوميدي بول جروت في عرض الكوميديا الهولندية Kopspijkers. وكان أيضا شخصية رئيسية في رواية "Los"  الأفضل مبيعًا للكاتب توم نايجلز الذي تم تحويلها لاحقًا لفيلم، تم إخراج فيلم "Los" من قبل جان فيرهين. كما تم استخدام اسم «أبو جهجه» كشعار احتجاج من قبل عمال الموانئ في أنتويرب خلال إضرابهم في اشتباكات مع الشرطة. كما غنى بها أنصار نادي كرة القدم نادي رويال أندرلختفي اشتباكاته مع منافسيه رويال أنتويرب كوسيلة لاستفزاز مؤيدي أنتويرب.

### مهارات النقاش
وصف رودريك فان جريكين من معهد مناقشة هولندي أبو جهجه بأن له «موهبة خالصة مثالية» في النقاش. كما جذب أبو جهجة كمتحدث منفرد حشودًا كبيرة جدًا واستطاع اطلاعهم على أسبابه. كتب العالم اللغوي الشهير البروفيسور سي. ديلانتشير فصلاً عن خطاب أبو جهجه في كتاب نشرته جامعة كامبريدج عام 2007، كما قدم ورقة نقاشية عن قوة الاستعارات في خطاب دياب أبو جهجه وقدمها إلى مؤتمر أكاديمي في السويد.

## العودة إلى بلجيكا
في أيلول عام 2013، عاد أبو جهجه إلى بلجيكا بسبب الوضع الأمني السيء في لبنان، وأعلن أنه في الوقت الحالي كان يختار سلامة أطفاله على جميع الاعتبارات الأخرى. عند عودته، كتب العديد من صناع الرأي مقالات ترحب به. أعلن أنه سيؤسس حركة جديدة تسعى للدفاع عن الحقوق المتساوية والعدالة الاجتماعية. اعتبارًا من كانون الثاني عام 2014، أصبح كاتب عمود أسبوعي في صحيفة دي ستاندارد المرموقة. وفي كانون الثاني عام2017، أوقفت الصحيفة عموده عندما علق على حادثة هجوم القدس في كانون الثاني 2017 بأنه «يجب تحرير فلسطين بأي وسيلة ضرورية» لأن الدعوة إلى العنف لا تتوافق مع سياسة الصحيفة.
بعد فترة وجيزة، تم اختياره كرابع بلجيكي أكثر نفوذًا من أصول أجنبية من قبل مجلة Knack، ولم يسبقه بالترتيب سوى رئيس الوزراء البلجيكي آنذاك إليو دي روبو وميريم الماسي وفنسنت كومباني.